# Kenyi Adachi
Kenyi Fernando Adachi García (Colima, Colima, México; 19 de enero de 1993), es un exfutbolista mexicano de ascendencia japonesa. Jugó como defensa y su último equipo fue el Real Burgos Club de Fútbol de la Tercera División de España.

## Trayectoria
Empezó jugando en el equipo Santos Laguna de la Tercera División de México el año 2009, ese mismo año fue reclutado rápidamente para jugar con el equipo Sub-17 donde jugó durante dos años, participó en 40 partidos y anotó 2 goles. En junio de 2011 empezó a jugar con la categoría Sub-20 en donde registro 47 partidos y 2 goles durante dos años. En 2012 fue convocado para participar en el Torneo de Viareggio.
Participó 20 minutos en un partido amistoso contra el Real Madrid, el 6 de agosto del 2012. Debutó en primera división con Santos Laguna el 19 de septiembre de 2012 ante Tigres de la UANL en un duelo que quedó a favor de Santos 3-1, en ese partido jugó los 90 minutos y tuvo una amarilla; jugó el siguiente partido ante el Club América. En febrero de 2013 fue convocado de nueva cuenta para participar en la Copa Viareggio.
El 6 de junio de 2013 pasó a préstamo con el Atlético San Luis de la Liga de Ascenso de México, estuvo seis meses con el equipo potosino y regresó al Santos para el Torneo Clausura 2014, en donde solo tuvo participaciones en el equipo Sub-20. Para el Apertura 2014 fue enviado a los Alebrijes de Oaxaca del Ascenso MX y el siguiente torneo paso al Tampico Madero de la Segunda División de México.
Regresó de nueva cuenta a Santos para el Torneo Apertura 2015. Para el 2016 llegó a los Pioneros de Cancún de la Segunda División de México. El verano de 2017 estuvo a prueba con el Ontinyent Club de Futbol de la Segunda División B de España, pero una lesión le impidió vincularse con el equipo. Posteriormente fichó por el Real Burgos CF de la Tercera División de España, un equipo histórico del fútbol español que militó varios años en la máxima categoría.

## Selección nacional

### Categorías inferiores
En 2011, jugó con las selección sub-18 la Mediterranean International Cup, con la sub-19 la Copa del Atlántico (Canarias), en donde terminaron en tercer lugar con una victoria y dos derrotas, y con la sub-20 en otros partidos y torneos amistosos.
En octubre de 2012 participó en el Cuadrangular internacional Sub-20 La Serena, en donde se terminó con un saldo de 1 victoria contra Colombia, un empate contra Argentina y una derrota contra el anfitrión Chile.

## Estadísticas
Actualizado al último partido jugado el 31 de mayo de 2015.
| Santos Laguna · México |               |               |    |   |   |   |   |   |    |   |
| 1ª | 2012-13       | 2             | 0  | - | - | 3 | 0 | 2 | 0  |   |
| 1ª | 2014          | 0             | 0  | - | - | 0 | 0 | 0 | 0  |   |
| 1ª | 2015-16       | 0             | 0  | - | - | 0 | 0 | 0 | 0  |   |
| Total club | Total club    | 2             | 0  | 0 | 0 | 3 | 0 | 5 | 0  |   |
| Atlético San Luis · México |               |               |    |   |   |   |   |   |    |   |
| 2ª | 2013          | -             | -  | 1 | 0 | - | - | 1 | 0  |   |
| Total club | Total club    | 0             | 0  | 1 | 0 | 0 | 0 | 1 | 0  |   |
| Alebrijes de Oaxaca · México |               |               |    |   |   |   |   |   |    |   |
| 2ª | 2014          | -             | -  | 1 | 0 | - | - | 1 | 0  |   |
| Total club | Total club    | 0             | 0  | 1 | 0 | 0 | 0 | 1 | 0  |   |
| Tampico Madero · México |               |               |    |   |   |   |   |   |    |   |
| 3ª | 2015          | 8             | 1  | - | - | - | - | 8 | 1  |   |
| Total club | Total club    | 8             | 1  | 0 | 0 | 0 | 0 | 8 | 1  |   |
| Total carrera | Total carrera | Total carrera | 10 | 1 | 2 | 0 | 3 | 0 | 15 | 1 |
| (1)Incluye datos de la Copa México (2)Incluye datos de la Concacaf Liga Campeones (2012-13, 2015-16) y Copa Libertadores de América (2014) |               |               |    |   |   |   |   |   |    |   |